# Slagsida

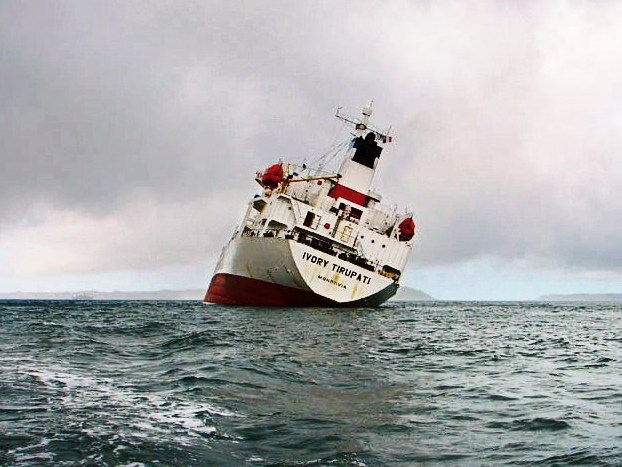
Fartyg med slagsida.

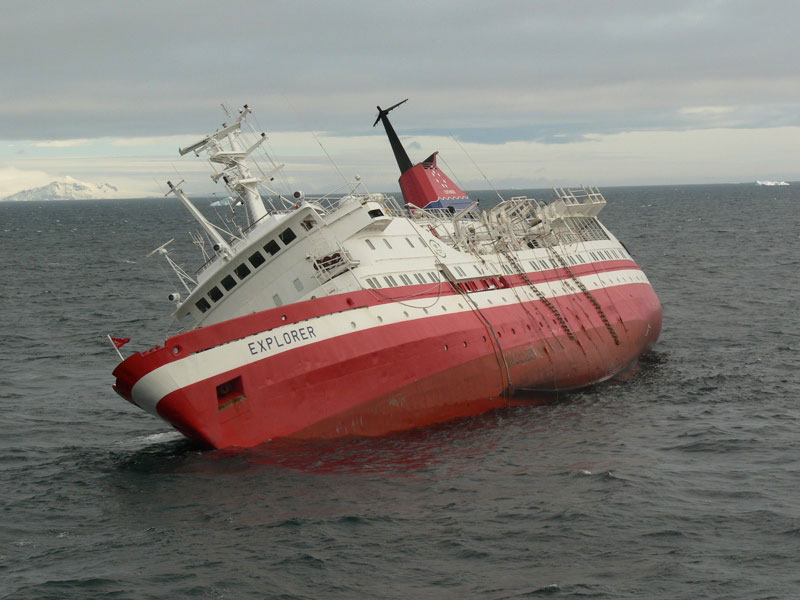
med kraftig slagsida efter kollision med ett isberg.

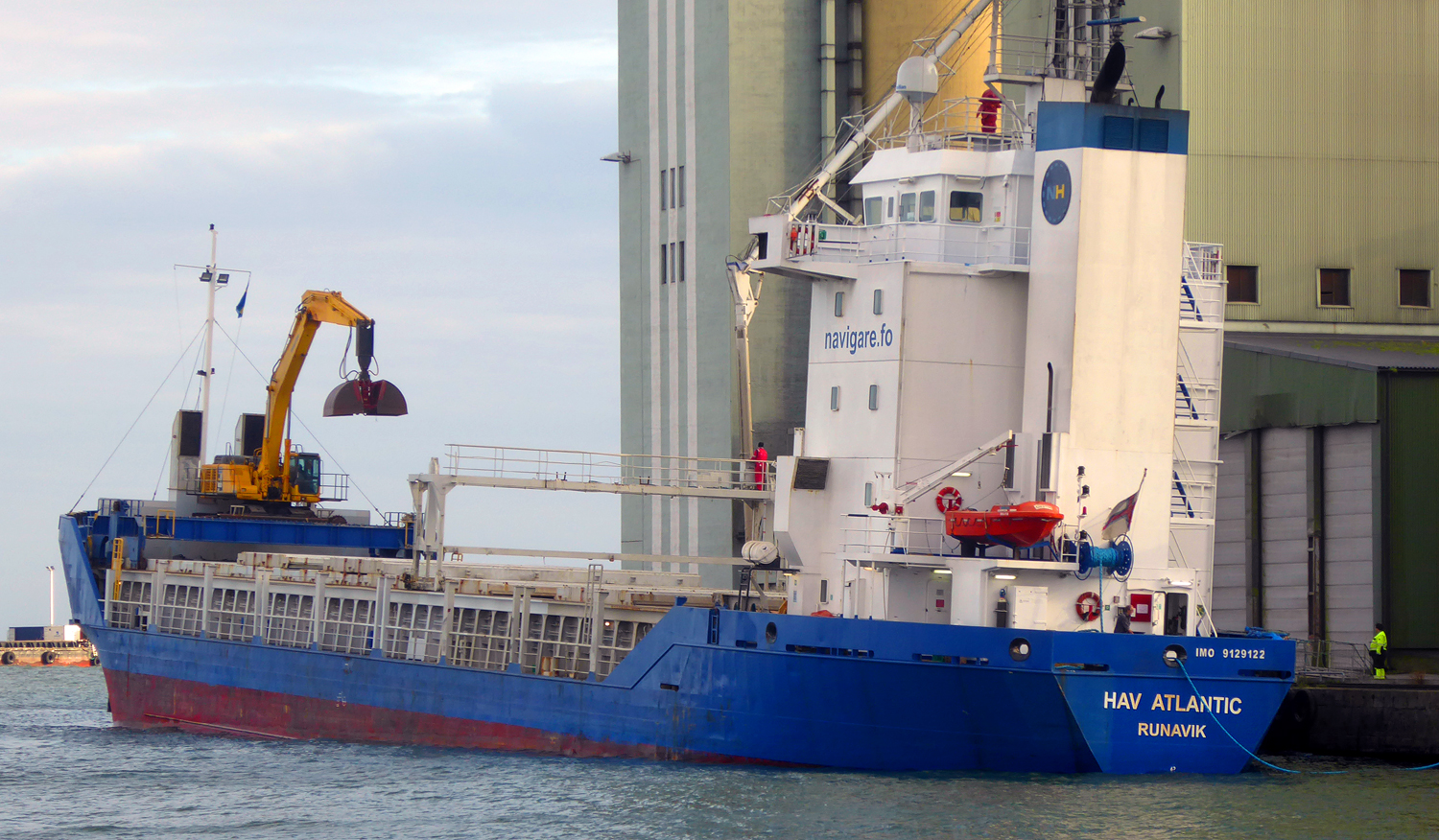
Ett fartyg som lastar säd ojämnt blir baktungt och får en lätt slagsida.

Ett fartyg sägs ha slagsida då det lutar åt sidan. Allvarlig slagsida kan uppstå på grund av förskjutning i lasten, på grund av vatten farkosten tagit in eller på grund av motsvarande speciella omständigheter. Det finns styrbords eller babords slagsida, alltefter om styrbords eller babords reling ligger lägst.
Fartyg gungar i sjögång och lutar i hård vind. Om dessa rörelser får lasten att rubbas och förskjutas mot den sida som för tillfället är lägre uppstår slagsida. Eftersom slagsidan ökar trycket i sidled på lasten kan situationen lätt förvärras. Det är alltså viktigt att lasten är väl säkrad. Vad gäller containerfartyg bör lasten vara säkrad också inne i varje container, då också en liten förskjutning av en stor del av lasten kan vara farlig.
Vatten som läckt in och fritt kan röra sig i sidled ombord på fartyget kan dels i sig förorsaka slagsida, då det söker sig till den sida som ligger lägre, dels göra gungningsrörelserna våldsammare och så öka risken för att lasten förskjuts. Detta kan motverkas med vattentäta skott i skeppets längdriktning samt slingerskott och begränsande av öppna ytor, såsom bildäck. Sådana extra skott infördes på många fartyg efter olyckorna med Herald of Free Enterprise och M/S Estonia